# KZ Kauen

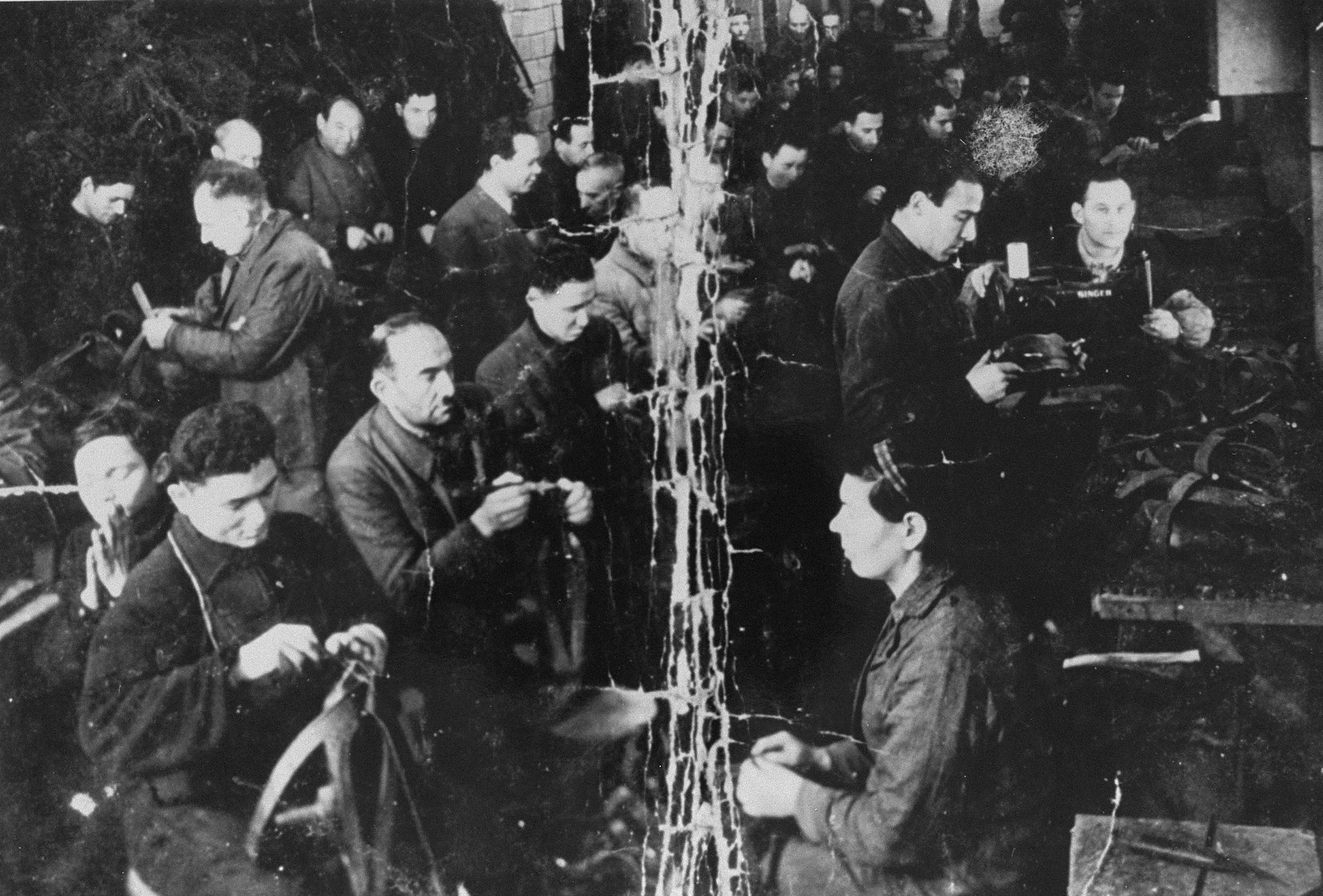
Ghetto Kauen – Juden in der Sattlerwerkstatt (Fotograf: George Kadish, geb. Zvi Kadushin, Überlebender des KZ Kauen, 1943)

Das Konzentrationslager (KZ) Kauen wurde aus dem Ghetto Kauen gebildet. Kauen ist die historische deutsche Bezeichnung für die litauische Stadt Kaunas (jiddisch קאָוונע Kovne, polnisch Kowno, russisch Ковно Kowno). Nachdem die deutsche Wehrmacht im Juni 1941 das zuvor sowjetisch kontrollierte Litauen besetzt hatte, errichteten die Nationalsozialisten nach einer ersten Mordserie im Sommer 1941 das Ghetto Kauen zur Zwangsumsiedlung der noch überlebenden 30.000 Juden. Die SS wandelte es im August 1943 in das Konzentrationslager Kauen um, mit zunächst noch 17.000 Juden. Es hatte 17 KZ-Außenlager. Ab 8. Juli 1944 wurde das KZ Kauen vor der näher rückenden Roten Armee geräumt. Diese traf am 1. August ein und fand noch 90 überlebende Juden vor.

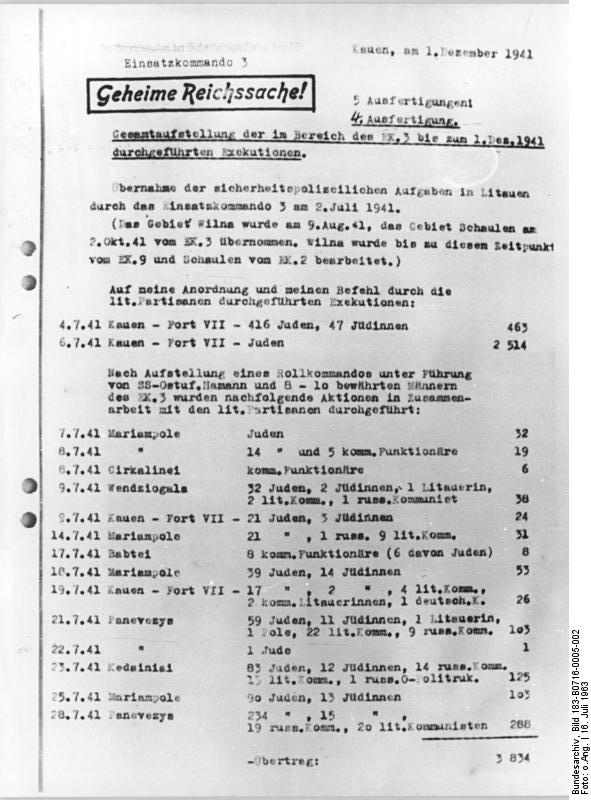
Jäger: „Gesamtaufstellung der […] bis zum 1.Dez.1941 durchgeführten Exekutionen.“, 1. Dezember 1941

## Besetzung Kaunas und Pogrome

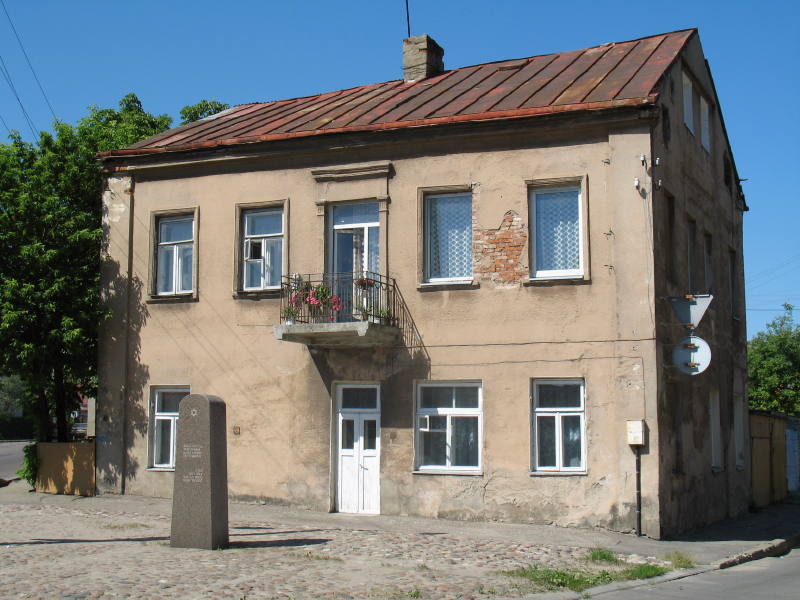
Gedenkstein Ghetto Kauen am Ort der früheren Ghettotore des Süd-Eingangs, an der A. Kriščiukaičio gatvė, Kreuzung Linkuvos gatvė in Kaunas (Foto 2007).

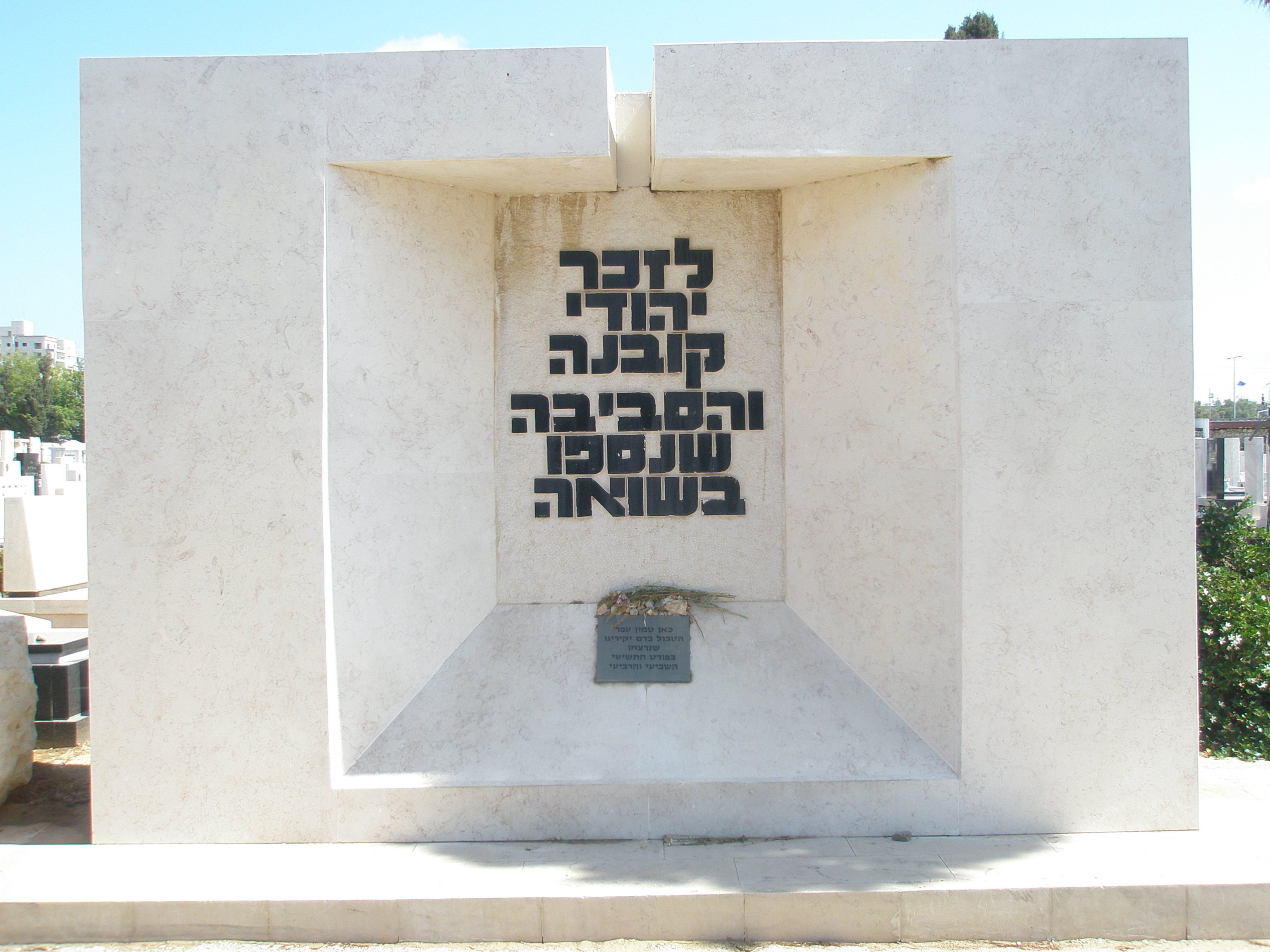
Gedenkstein für das Ghetto, aufgestellt in Cholon, Israel

Kaunas ist heute die zweitgrößte Stadt Litauens. In der Zwischenkriegszeit 1918 bis 1939 war sie provisorische Hauptstadt, da damals das Gebiet um und mit der traditionellen Hauptstadt Vilnius zur Zweiten Republik Polen gehörte (deutsch historisch Wilna, polnisch Wilno).
Vom 24. Juni 1941 bis 1944 besetzte die deutsche Wehrmacht Kauen (litauisch Kaunas), das als Verwaltungseinheit unter dem „Generalbezirk Litauen, Reichskommissariat Ostland“ als Teil des Großdeutschen Reiches geführt wurde. Dieses umfasste die früheren baltischen Staaten Lettland, Litauen und Estland sowie den größten Teil des westlichen Belarus. Reichskommissar mit Sitz in Kauen und später in Riga war Gauleiter Hinrich Lohse.
Schon im Juni 1941 kam es zu von den deutschen Besatzungsbehörden unterstützten Pogromen, bei denen Tausende von Juden auf offener Straße erschlagen wurden. Später wurde die jüdische Bevölkerung nach und nach in der alten Festung Kowno erschossen. Dies geschah zum großen Teil durch Freiwillige der Litauischen Aktivistenfront unter Leitung des SD-Einsatzkommandos 3. Es wird geschätzt, dass bereits bis Juli rund 10.000 Menschen ermordet wurden, unter ihnen viele Juden. Nach dem so genannten Jäger-Bericht, benannt nach dem Kommandeur der Sicherheitspolizei und des SD von Kaunas, Karl Jäger, der eine akribische Aufstellung aller von Juli bis November 1941 ermordeten Juden, Kommunisten und politischen Kommissare in Litauen und Belarus erstellte, wurden in dieser Zeit allein aus dem Ghetto Kauen weitere 15.000 Menschen ermordet:

„Ich kann heute feststellen, dass das Ziel, das Judenproblem für Litauen zu lösen, vom EK. 3 erreicht worden ist. In Litauen gibt es keine Juden mehr, ausser den Arbeitsjuden incl. ihrer Familien. […] Diese Arbeitsjuden incl. ihrer Familien wollte ich ebenfalls umlegen, was mir jedoch scharfe Kampfansage der Zivilverwaltung (dem Reichskommissar) und der Wehrmacht eintrug und das Verbot auslöste: Diese Juden und ihre Familien dürfen nicht erschossen werden! […] Die Aktionen in Kauen selbst, wo genügend einigermassen ausgebildete Partisanen zur Verfügung stehen, kann als Paradeschiessen betrachtet werden, gegenüber den oft ungeheuerlichen Schwierigkeiten die ausserhalb zu bewältigen waren. […] Ich bin der Ansicht, dass sofort mit der Sterilisation der männlichen Arbeitsjuden begonnen wird, um eine Fortpflanzung zu verhindern. Wird trotzdem eine Jüdin schwanger, so ist sie zu liquidieren.“

## Ghetto Kauen
Das Stadtkommissariat Kauen stand ab Mitte 1941 unter der Leitung von SA-Führer Hans Cramer, dem ehemaligen Bürgermeister von Dachau. Zusammen mit Jägers Dienststelle kontrollierte er das Ghetto Kauen und beutete es aus.
Bis zum 15. August 1941 mussten die 30.000 Juden in Kauen, die die erste Mordwelle überlebten, in das Ghetto Kauen im Stadtteil Vilijampolė (jiddisch Slobodka) umziehen. Es war unterteilt in das „kleine“ ⊙ und „große“ Ghetto ⊙, getrennt durch die Paneriu Straße (litauisch Panerių gatvė), nur verbunden über eine schmale hohe Holzbrücke für Fußgänger ⊙. Es war von einem Stacheldrahtzaun und litauischen Wachposten umgeben, die Tore wurden zusätzlich von deutschen Polizisten bewacht.
Nur zunächst wurden den „Arbeitsjuden“ ihre Angehörigen belassen, um ihre „Arbeitsfreudigkeit“ zu erhöhen. In mehreren „Aktionen“ bis Ende Oktober 1941 wurden etwa 13.000 Ghettobewohner ausgesondert und im Fort IX erschossen, vor allem diejenigen, die nicht zur Zwangsarbeit einsetzbar waren. Bei der größten Mordaktion am 29. und 30. Oktober mit 9000 Opfern mussten die Ghettobewohner an einem Untergebenen von Karl Jäger vorbeigehen. Dieser entschied bei dieser Selektion spontan per Handbewegung, wer leben durfte und wer ermordet werden sollte: „Die Arbeitsfähigen nach links und die anderen nach rechts.“
Es gab zahlreiche Deportationen in das Ghetto, vor allem aus Österreich. Viele Einwohner waren Erwachsene, die zur Zwangsarbeit, in der Regel in Militäreinrichtungen außerhalb des Ghettos, herangezogen wurden. Statt Bezahlung erhielten sie Lebensmittelrationen, die ein Überleben aller Einwohner aber nicht sichern konnte, sodass sie gezwungen waren, den ihnen noch verbliebenen Besitz zu veräußern und das Risiko des Lebensmittelschmuggels einzugehen.
Im Februar 1942 wurden die Ghetto-Bewohner aufgefordert, sämtliches geschriebene und gedruckte Material, alle Bücher, Zeitungen, Zeitschriften, Manuskripte und persönliche Aufzeichnungen abzugeben. Im August des gleichen Jahres wurden die Synagogen geschlossen und öffentliche Gottesdienste verboten. Die Schulen, mit Ausnahme der Berufsschulen, wurden geschlossen und die Maßnahmen, die den Besitz von Bargeld und das Einbringen von Lebensmitteln in das Ghetto verhindern sollten, drastisch verstärkt. Immer wieder wurden hunderte von Einwohnern nach Riga oder andere Arbeitslager in Litauen deportiert.
Das Leben innerhalb des Ghettos wurde durch den Ältestenrat der Jüdischen Ghetto-Gemeinde Kauen organisiert, dem Elkhanan Elkes vorstand. Dieser Ältestenrat war einer der wenigen, der direkt von den Ghettobewohnern gewählt wurde. Er war allerdings in allem von den deutschen Behörden abhängig. Nachdem der Unterricht für Kinder verboten und die Schulen geschlossen worden waren, sorgte der Ältestenrat unter dem Deckmantel des Berufsschulunterrichts für die weitere Ausbildung der wenigen Kinder und Jugendlichen, die das Ghetto bis dahin überlebt hatten.
Auch in der danach im Ghetto etwas „ruhigeren“ Zeit bis Frühjahr 1943 blieben die Insassen dennoch nicht vor den Übergriffen ihrer Bewacher verschont, die raubten, vergewaltigten und plünderten. Ende März 1943 lebten noch etwa 16.000 Juden im Ghetto.

## Konzentrationslager Kauen
„Reichsführer SS“ Heinrich Himmler befahl am 21. Juni 1943, das Ghetto Kauen in ein Konzentrationslager umzuwandeln. Sein Ziel war, der SS die Kontrolle über das Ghetto und den Arbeitseinsatz zu übergeben. Bis zum 1. August sollten die arbeitsfähigen Juden der Ghettos innerhalb des Reichskommissariat Ostland in Konzentrationslager gebracht werden, alle anderen ermordet. Im Ghetto Kaunas lebten zu diesem Zeitpunkt etwa 17.000 Menschen, weitere rund 20.000 in den Ghettos Wilna und Schaulen.
Im August 1943 baute die SS den nordöstlichen Teil des Ghettos, das „große“ Ghetto, in das Konzentrationslager Kauen um („KL Kauen“), das „kleine“ Ghetto wurde nicht mehr benötigt. Am 15. September wurde die Verwaltung des Ghettos von der deutschen Zivilverwaltung offiziell an die SS übergeben. Der Lagerkommandant war SS-Obersturmbannführer Wilhelm Göcke, der zuvor die KZ Mauthausen und Warschau geleitet hatte. Die Bewachung des nun in ein Konzentrationslager umgewandelten Ghettos übernahm ab Herbst 1943 eine überwiegend aus Banatdeutschen bestehende Kompanie der Waffen-SS. 1944 bestand die Wachmannschaft aus 700 Männern.
Im zweiten Halbjahr 1943 wurden acht KZ-Außenlager errichtet, um die Inhaftierten für Rüstungszwecke und auf Torffeldern Zwangsarbeit verrichten zu lassen. Krankheiten wie Typhus waren in diesen Lagern verbreitet, verursacht durch die beengten Lebensverhältnisse, mangelhafte Ernährung und Folgen der völligen Erschöpfung. Auch dort gab es Selektionen, willkürliche Erschießungen, Totschlag sowie körperliche Misshandlungen mit Lederpeitschen, Stahlstangen, Knüppeln und Äxten.
Als Ende Oktober 1943 nach Vorlage einer Liste mit 3000 Insassen für ein neues Außenlager nicht alle wie gefordert zum Transport erschienen, wurden etwa 2700 Juden zusammengetrieben, 2000 nach Estland in Arbeitslager im Schieferölgebiet deportiert, vorher 758 Kinder und Alte selektiert, die wohl in Auschwitz ermordet wurden. Im KZ Kauen lebten nun noch etwa 8000 Menschen. Ende 1943 mussten 60 KZ-Häftlinge im Fort IX bei der Aktion 1005 drei Monate lang die bestatteten Leichen der Massenmorde wieder ausgraben und verbrennen. Nach ihrer Flucht Weihnachten 1943 berichteten sie den Häftlingen im KZ Kauen von 15 Massengräbern mit etwa 45.000 Opfern.
Bei der „Kinder- und Alten-Aktion“ am 27. und 28. März 1944 transportierten die deutsche SS und Ukrainer der Wlassow-Armee insgesamt 1000 Kinder und 300 alte Menschen wohl nach Auschwitz oder Majdanek. Jehoshua Rosenfeld, Mitglied des jüdischen Ordnungsdienstes, sagte später aus, die meisten Opfer seien schon am ersten Tag ins Vernichtungslager Lublin-Majdanek transportiert worden, die restlichen am zweiten Tag zur Erschießung ins Fort IX.
Ab 8. Juli 1944 wurde das KZ Kauen aufgelöst. Über mehrere Tage hinweg wurden die KZ-Häftlinge per Schiff und Bahn zunächst ins KZ Stutthof gebracht und dort selektiert. Die einen wurden unter anderem am 26. Juli ins KZ Auschwitz transportiert, die anderen unter anderem am 15. Juli, 29. Juli und 18. August 1944 ins KZ Dachau, viele weiter in den todbringenden KZ-Außenlagerkomplex Kaufering. Dort starb auch Elkhanan Elkes am 17. Oktober 1944 im KZ-Außenlager Kaufering I – Landsberg.
Viele Juden versuchten, dieser gefürchteten Deportation zu entgehen, indem sie sich in geheimen Räumen versteckten, den „Malines“. Die SS durchkämmte das KZ auf der Suche nach ihnen, zerstörte es und brannte es nieder. Etwa 2000 Menschen starben dabei, viele verbrannten. Als die Rote Armee am 1. August in Kaunas eintraf, fand sie in den Trümmern des ehemaligen Ghettos und Konzentrationslagers nur noch 90 Juden lebend vor.

### KZ-Außenlager

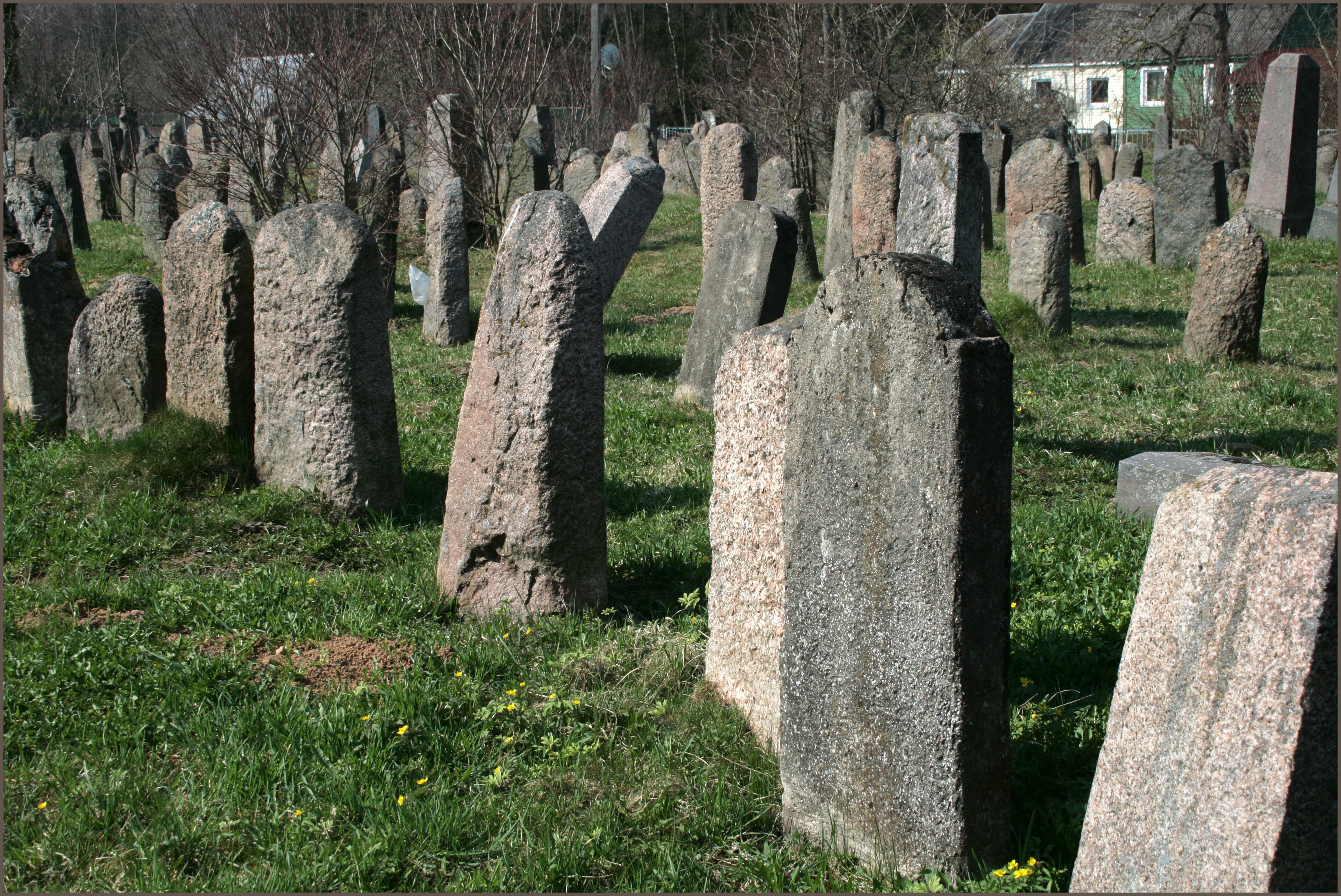
Jüdischer Friedhof Kedahnen (Foto 2011)

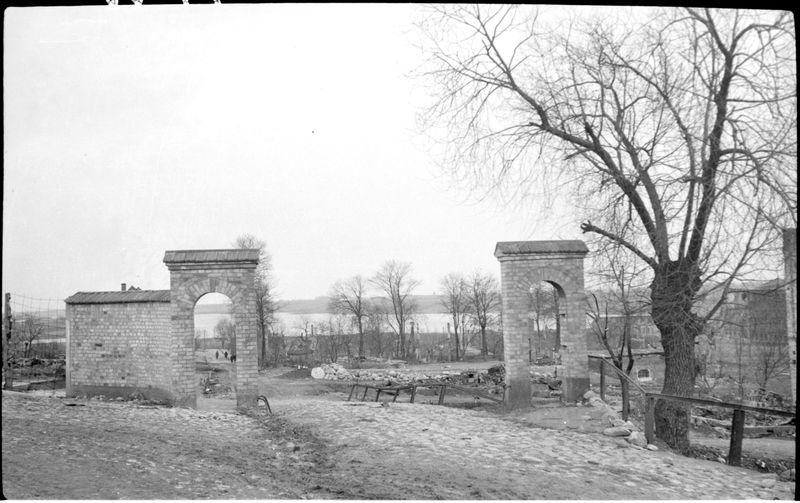
Ghetto Schaulen – Verbliebene Tore des zerstörten Ghettos (Foto: Stasys Iwanauskas, 1944)

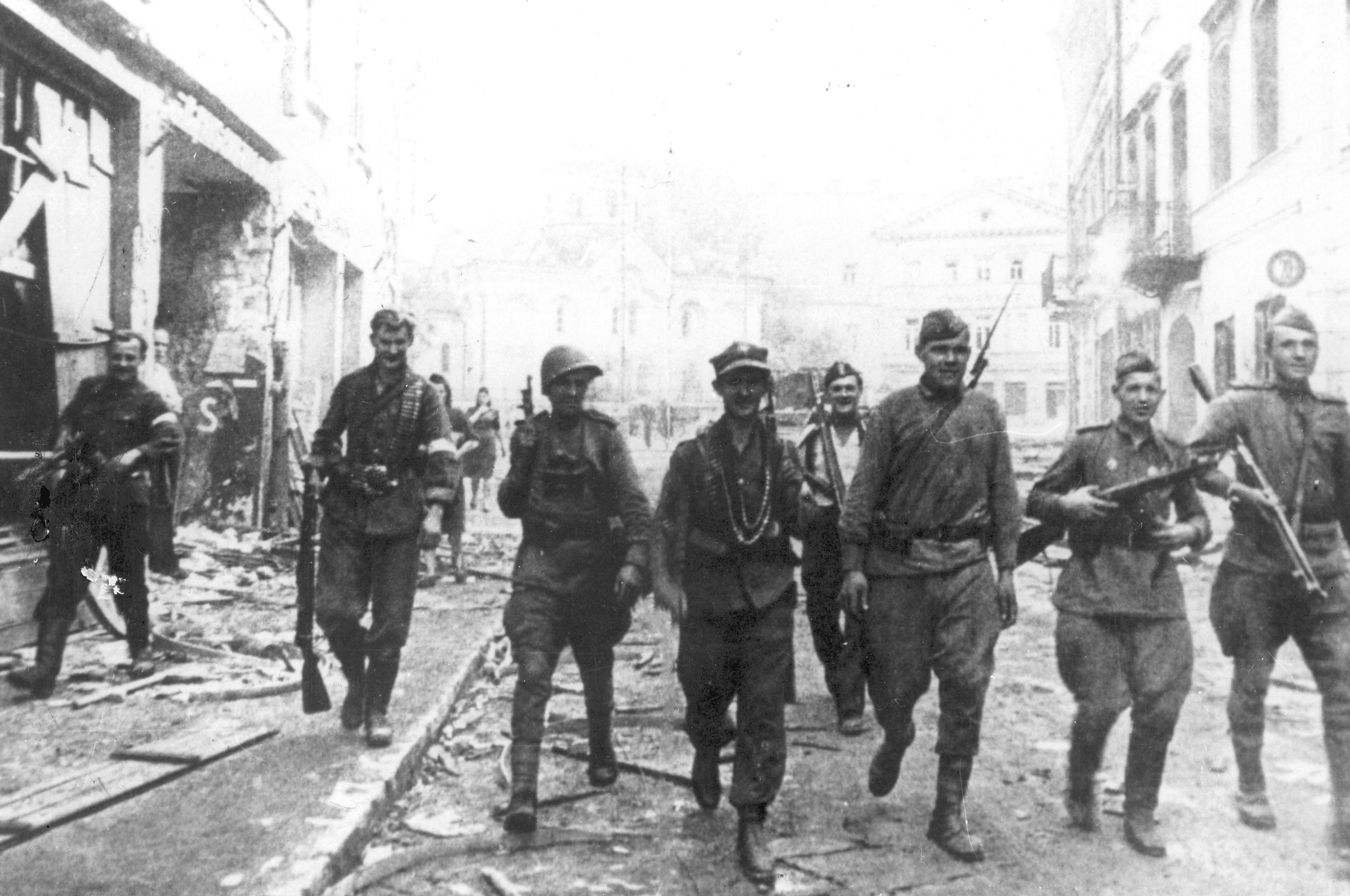
Vilnius nach der Befreiung durch die Rote Armee 1944

Ab 1943 errichtete die SS 17 KZ-Außenlager des Konzentrationslagers Kauen. Mit dem Vordringen der Roten Armee wurden ab Juli 1944 die ersten Kauener Außenlager aufgelöst.
- Kauen-Alexoten (litauisch Kaunas-Aleksotas)[13] – Eröffnung 30. November 1943 bis Räumung des Lagers am 12. Juli 1944. Einsatz der männlichen Häftlinge bei F. Schichau GmbH, Elbing zur Arbeit in der Flakinstandsetzungswerkstätte
- Kauen-Schanzen (Kaunas-Šančiai)[13] – Eröffnung 16. Dezember 1943 bis Räumung am 12. Juli 1944. Einsatz der weiblichen Häftlinge beim Heeresverpflegungsamt-Magazin, dem Heeresbekleidungsamt, dem Heereskraftfahrzeugpark, der Heeresbaustelle, beim Kraftpostamt Kauen und anderen Stellen.
- Kazlu Ruda, (Kazlų Rūda)[13] – 1944 bis Sommer 1944. Frauen bei Torfarbeiten; auch Männerlager
- Kedahnen (Kėdainiai) – Räumung im Juli 1944. Arbeit auf dem Flugplatz
- Koschedaren (Kaišiadorys)[13] – Eröffnung im Dezember 1943 bis Räumung im Juli 1944. Einsatz der Häftlinge bei Torf- und Waldarbeiten
- Kauen-Palemonas[13] – Eröffnung etwa Ende November bis Dezember 1943, Räumung am 7. Juli 1944 per Schiff nach Deutschland. Männerlager
- Prawienischken (Pravieniškės)[13] – Eröffnung im November 1943 bis Schließung am 15. Mai 1944. Männer- und ein Frauenlager, Waldarbeiten. Davor am selben Ort ein Zwangsarbeitslager für Juden.
- Schaulen (Šiauliai)[13] – Umwandlung des Ghettos Schaulen in ein KZ-Außenlager ab Übernahme durch die SS am 18. September 1943, bis Räumung in das KZ Stutthof am 15. Juli 1944, von dort am 21. Juli 1944 in das KZ Dachau, KZ-Außenlagerkomplex Kaufering. Ein Transport Frauen und Kinder aus Kauen und dem Außenlager Schaulen ging am 26. Juli 1944 von Stutthof nach Auschwitz.

sowie die weiteren KZ-Außenlager:
- Schaulen (litauisch Šiauliai), Flugplatz – ab März 1943 als Außenkommando des KZ-Außenlagers Schaulen (Ghetto)[3]
- Akmené, jüdisches Zwangsarbeiterlager, Kreidefabrik[3]
- Daugeliai, jüdisches Zwangsarbeiterlager, Ziegelfabrik – 27. September 1943 bis zur Deportation Mitte Juli 1944 ins KZ Stutthof. Etwa 250 Männer des KZ-Außenlagers Schaulen[3]
- Kauen-Petraschunai (Kaunas-Petrašiūnai)[3]
- Linkaičiai – Ende September 1943 bis zur Deportation Mitte Juli 1944 ins KZ Stutthof. Etwa 80 jüdische Männer und Frauen[3]
- Wilna (litauisch Vilnius), Gestapo-Gefängnis[3]
- Wilna (Vilnius), Heereskraftfuhrpark 562 – 17. September 1943, ab November offizielles KZ-Außenlager des KZ Kauen, bis Juli 1944, als etwa 500 KZ-Häftlinge zur Ermordung in Ponary gebracht und erschossen wurden, zudem weitere – nur etwa 250 überlebten. Das Lager war in der Subocz-Straße, dort steht seit 1993 ein Denkmal für das KZ-Außenlager.[3]
- Wilna (Vilnius), Pelzfabrik Kailis – 16. September 1943 bis 3. Juli 1944. 1000 bis 1500 jüdische Arbeiter, die meisten wurden in Ponary erschossen.[3]
- Wilna (Vilnius), Lazarett – September 1943 bis zur Erschießung in Ponary oder IX. Fort im Juli 1944. Etwa 80 Juden[3]

## Nachnutzung Fort IX
Nach dem Krieg nutzte die Sowjetunion das Fort IX als Gefängnis. Von 1948 bis 1958 war dort eine landwirtschaftliche Einrichtung untergebracht.

## Gedenken

### Gedenkstein Ghetto Kauen
In Erinnerung an das Ghetto Kauen befindet sich ein schlichter Gedenkstein am früheren Süd-Eingang ⊙ an der A. Kriščiukaičio gatvė in Kaunas (s. Foto oben). Er trägt auf Englisch die Aufschrift:

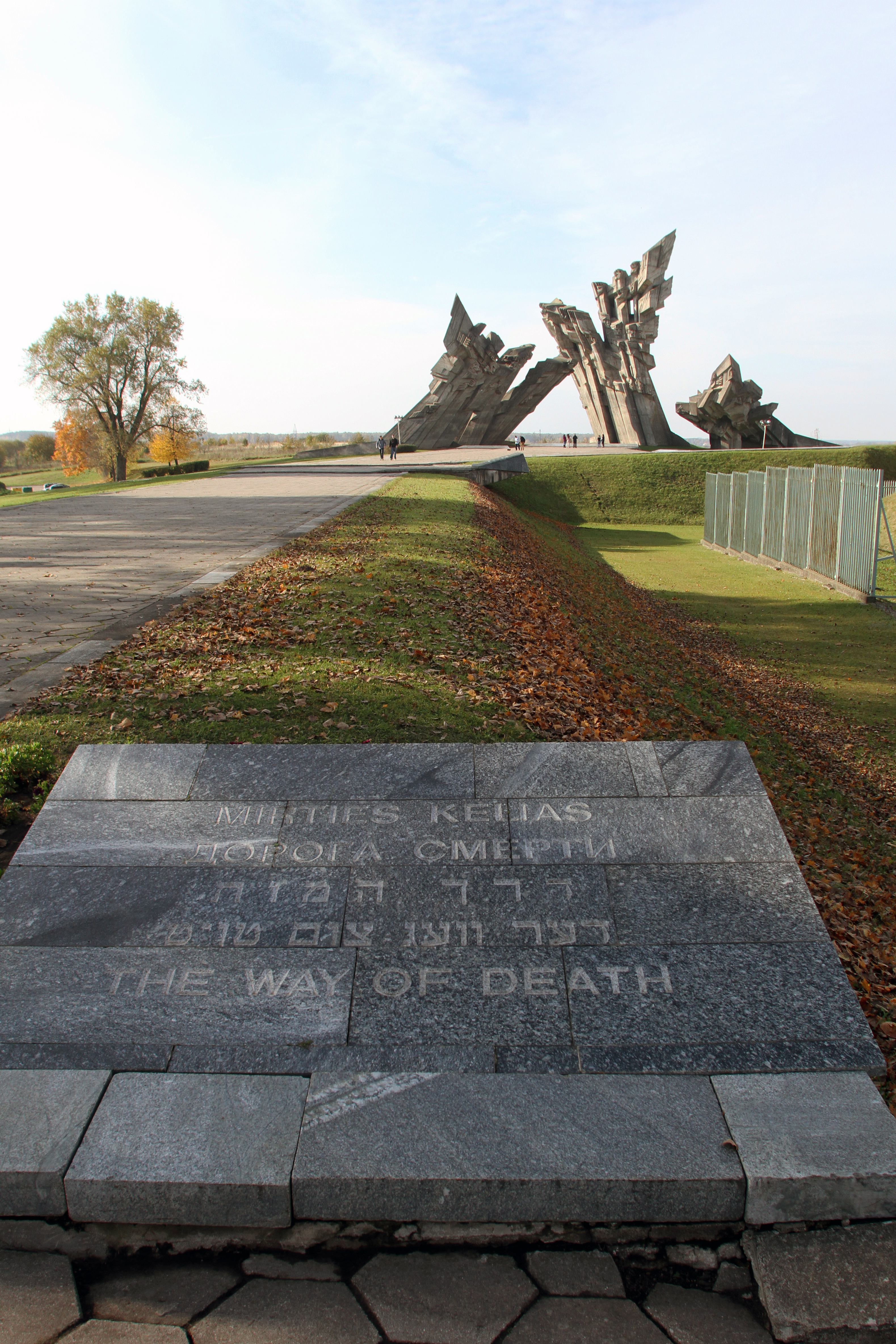
Gedenktafel, mit 32-Meter-Mahnmal von A. Ambraziūnas im Hintergrund (Foto: 2014)

“This is the place of Kaunas Ghetto Gates in 1941–1943”

„Dies ist der Ort der Ghettotore von Kaunas in den Jahren 1941–1943“

### Museum und Mahnmal – Fort IX
Ab 1958 wurde im Fort IX in Kauen ein Museum eingerichtet und am 30. Mai 1959 eröffnet. Die Erforschung der Massengräber begann 1960.
Als Mahnmal für die Opfer des Holocaust wurde eine vom Bildhauer Alfonsas Vincentas Ambraziūnas konzipierte 32 Meter hohe Skulptur ⊙ errichtet. Diese wurde im Rahmen des Gedenkkomplexes des Forts IX zusammen mit dem Museum am 15. Juni 1984 der Öffentlichkeit vorgestellt. Diese Gedenkstätte ⊙ wurde zu einer der größten Europas.
Die 5000 im November 1941 aus dem Reich nach Kauen deportierten Juden wurden unmittelbar nach ihrer Ankunft im Fort IX erschossen. Vor dem Mahnmal befinden sich dazu Gedenktafeln der Städte Berlin, München und Frankfurt am Main:

„Die Bürgerinnen und Bürger Berlins gedenken der über 1.000 jüdischen
Kinder, Frauen und Männer, die am 17. November 1941 aus ihrer
Heimatstadt nach Kowno verschleppt und am 25. November
1941 in diesem Fort von Nationalsozialisten ermordet wurden.“

„In Trauer und Scham – und entsetzt über das
Schweigen der Mitwissenden – gedenkt die
Landeshauptstadt München der 1000 jüdischen
Männer und Frauen, die am 20. November 1941
von München nach Kowno deportiert und
fünf Tage später an diesem Ort brutal ermordet wurden.“

„Am 25. November 1941 starben an diesem Ort
992 jüdische Männer, Frauen und Kinder,
verschleppt aus Frankfurt am Main, heimtückisch ermordet
von der SS, deutscher Sicherheitspolizei und ihren willigen Helfern.

Wir wissen, dass wir mehr tun müssen, als nur zu gedenken.“

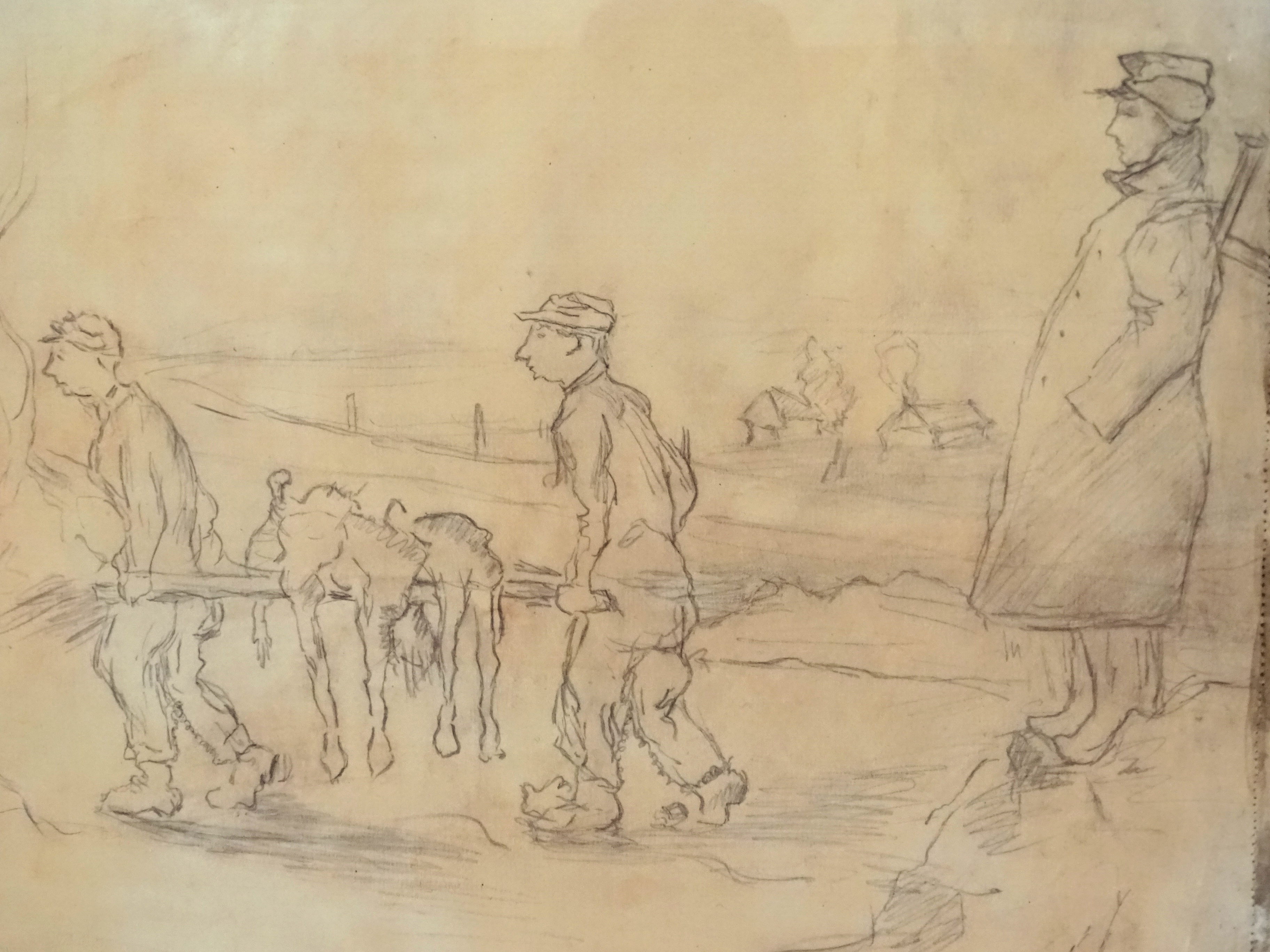
Zeichnung 1943 im Museum von jüdischem Häftling Anatoli Garnik-Gran, der in der Nazi-Aktion 1005 im Fort IX deren unzählige Mordopfer wieder ausgraben und einäschern musste.

Eine Gedenktafel trägt in fünf Sprachen die Erinnerung an die weiteren Massenmorde im Fort IX:

“This is the place where the Nazis and their assistants killed more than
30000 Jews from Lithuania and other European countries”

„Dies ist der Ort, an dem die Nazis und ihre Helfer mehr als
30000 Juden aus Litauen und anderen europäischen Ländern getötet haben“

Das Massengrab trägt eine Gedenktafel in drei Sprachen:

“Here the remains of 50 000 people – Russians, Jews, Lithuanians ans others killed by the Nazis – are burried”

„Hier sind die sterblichen Überreste von 50 000 Menschen – Russen, Juden, Litauer und andere, die von den Nazis getötet wurden – begraben“

### Virginia Holocaust Museum
Das Virginia Holocaust Museum in Richmond (Virginia) in den USA, das von Jay M. Ipson – einem Überlebenden des KZ Kauen – geleitet wird, widmet seinen Schwerpunkt dem Holocaust in Litauen.

## Bekannte Opfer
- Moritz Hainebach (1872–1941), deutscher Violinist, Geigen- und Klavierlehrer
- Anna Klein (1883–1941), deutsche Malerin und Grafikerin
- Algirdas Savickis (1917–1943), litauischer Kunstmaler